# Hidden - Senza via di scampo
Hidden - Senza via di scampo (Hidden) è un film del 2015 diretto da Matt e Ross Duffer.
Film thriller psicologico con protagonisti Alexander Skarsgård, Andrea Riseborough e Emily Alyn Lind.

## Trama
Un'ignota e strana epidemia ha devastato gli Stati Uniti. Una famiglia di tre persone, Ray, Claire e la figlia Zoe, si nasconde in un rifugio antiatomico abbandonato poco dopo la catastrofe per proteggersi dai mostri all'esterno. Una notte, Zoe si sveglia dopo aver fatto un incubo su tali esseri dagli occhi luminosi, che vengono chiamati 'Respiranti'. La famiglia ha difficoltà a sopravvivere nell'ambiente angusto in cui ormai vivono da 301 giorni, ma riesce a farlo seguendo una serie di regole, come mantenere sempre la calma e non lasciare mai il rifugio. Durante la cena, i tre scoprono che le loro già scarse razioni stanno venendo consumate da un topo e cercano di trovarlo per ucciderlo. La famiglia scopre anche che il topo è riuscito ad entrare nel rifugio tramite un'apertura diversa da quella principale. Trovano un piccolo condotto d'aria, ma Ray rassicura Zoe dicendo che i Respiranti non riuscirebbero a passare attraverso quel condotto. Essi hanno cercato attivamente di dare la caccia alla famiglia, avvicinandosi loro più volte. L'unica priorità di Claire e Ray è mantenere Zoe in vita, qualunque cosa accada a loro.
Claire riesce ad uccidere il topo, ma durante la caccia al piccolo animale, Ray rovescia accidentalmente una delle loro lampade, incendiando un tavolo di legno. Dopo essere riusciti con fatica a spegnere il fuoco, la famiglia si rende conto che il fumo prodotto sta risalendo nel condotto d'aria, rivelando la loro posizione a chiunque si trovi nei dintorni. Più tardi scoprono che il fumo ha lasciato della cenere sopra la botola del rifugio, rendendo il loro nascondiglio visibile. Claire e Ray salgono in superficie per coprire e nascondere meglio il rifugio, ma Zoe, utilizzando un periscopio fatto in casa, vede una figura umana in lontananza. Ignorando le regole della madre, Zoe sale oltre la barricata fino alla superficie per avvertire i suoi genitori del Respirante. Riesce a metterli in guardia e tutti tornano nel rifugio, ma vengono seguiti. Claire, Ray e Zoe cercano di restare in silenzio, ma la bambola parlante di Zoe, Olive, rimane incastrata in una vite e inizia a fare rumore, dando modo al Respirante di sentirli.
In un flashback, all'inizio dell'epidemia, Ray, Claire e Zoe viaggiano lungo un'autostrada fuggendo dalla loro città, Kingsville, solo per essere fermati, insieme a molte altre persone, dai CDC. Cartelli ovunque indicano che sono in quarantena.
Nel presente, altri Respiranti si uniscono e riescono finalmente a rompere la botola e ad entrare nel rifugio. Claire e Zoe riescono a fuggire attraverso il condotto d'aria, ma Ray viene catturato e scompare. Claire e Zoe corrono e finiscono sull'autostrada dove erano stati fermati dai CDC. Claire e Zoe vengono catturate da una rete lanciata da un elicottero. I Respiranti,che si scopre essere in realtà soldati americani con occhiali per visione notturna e apparecchi per la respirazione artificiale, le circondano.
In un altro flashback, due jet militari sorvolano la città della famiglia e iniziano un bombardamento a tappeto. La famiglia corre verso il rifugio abbandonato nei pressi di una scuola mentre il resto della popolazione cittadina viene decimata dall'esercito. Claire si taglia accidentalmente su un pezzo di ferro arrugginito mentre scende nel rifugio e nota che la carne attorno al taglio è scolorita e il suo sangue è nero, cosa che la porta a pensare che il virus si diffonda via aria e che loro siano già stati infettati.
Nel presente, i soldati testano il sangue di Claire e Zoe e le interrogano per scoprire se ci sono altri sopravvissuti nei dintorni. Successivamente, i soldati si preparano alla loro esecuzione. Ray appare improvvisamente con vene nere e occhi iniettati di sangue ed uccide uno dei soldati. Mette fuori combattimento altri tre soldati dimostrando forza fisica ed agilità straordinarie e viene colpito dagli spari più volte prima di cadere. Claire e Zoe riescono a liberarsi dalla rete e, infuriata, Claire si trasforma come Ray, uccidendo tutti tranne un soldato, che la ferisce. Prima che riesca a uccidere Claire, una Zoe trasformata appare ed espone il soldato all'aria, rimuovendo il suo respiratore, cosa che lo porta ad infettarsi. Zoe, nel suo stato di rabbia, sta per attaccare ed uccidere Claire, ma quest'ultima le ricorda la loro regola di mantenere sempre la calma, cosa che la riporta alla normalità. Claire e Zoe si siedono con Ray durante i suoi ultimi momenti. Claire nota che l'elicottero sta tornando e le due fuggono.
Trovano un sistema di fognario vicino e si nascondono lì. Sentono qualcuno avvicinarsi, che si rivela essere Joey, l'amico di Zoe e vicino di casa. È sopravvissuto e le conduce da altri come loro nelle fogne sotterranee. Prima che Zoe e Claire si uniscano al gruppo di sopravvissuti infetti, Zoe nota come siano riusciti a sopravvivere fino al giorno 302, guardando il sole che sorge da una finestra vicina. Claire dice "non giorni", insinuando che i loro giorni sono davvero "miracoli", qualcosa che Ray diceva ogni giorno durante la loro vita nel vecchio rifugio. Claire guarda fuori dalla finestra prima di scendere attraverso il buco della fogna, rivelando i suoi occhi iniettati di sangue.

## Produzione
La lavorazione è iniziata il 15 agosto, 2012 a Vancouver, Canada. È stato l'ultimo film prodotto da Richard D. Zanuck, deceduto prima dell'inizio delle riprese.